# Уоррен, Меральда
Меральда Эльва Джуниор Уоррен (англ. Meralda Elva Junior Warren; род. 28 июня 1959, Адамстаун, острова Питкэрн) — питкэрнская художница, певица и поэтесса. Создаёт работы на английском и питкэрнском языках, а в наиболее известном её произведении — «Mi Bas Side Orn Pitcairn» — эти два языка сочетаются. В живописи она использует тапу — материал, который издревле служил полинезийцам тканью для нанесения на неё узоров.

## Биография
Меральда Уоррен родилась 28 июня 1959 года на острове Питкэрн в семье Джейкоба Ральфа Уоррена (1920—2007) и Мейвис Мэри Браун (род. 1936). Она является потомком участников мятежа на «Баунти» и таитян, поселившихся на Питкэрне. Её кровный брат — Джей Кельвин Уоррен (род. 1979) — был третьим мэром островов Питкэрн, а двоюродный — Майкл Калверт Уоррен — четвёртым.